# Sonnjoch
Le Sonnjoch est une montagne qui s’élève à 2 457 m d’altitude dans les Karwendel, en Autriche.